# Distrito de Huangáscar

La provincia de Yauyos en el departamento de Lima, Perú

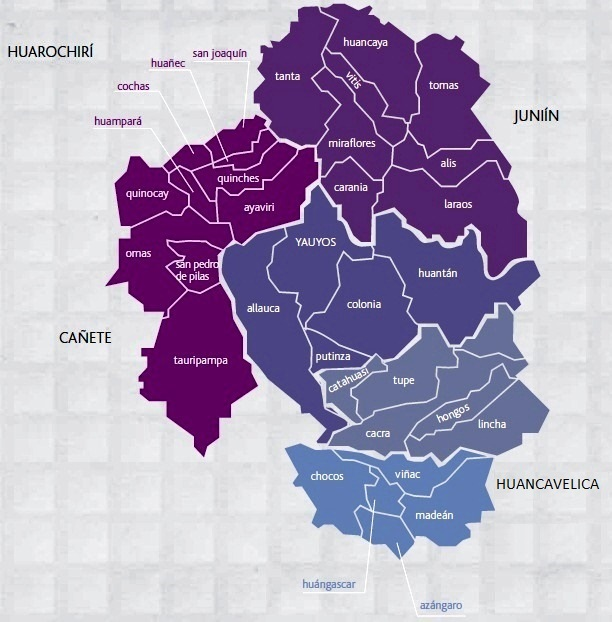
La provincia de Yauyos y sus 33 distritos.

Huangáscar es un distrito (municipio) situado en la provincia de Yauyos, perteneciente al departamento de Lima, en el Perú. Según el censo de 2017, tiene una población de 637 habitantes.
Desde el punto de vista jerárquico de la Iglesia católica, forma parte de la Prelatura de Yauyos.

## Historia
El distrito de Huangáscar se crea en la época de la independencia, en 1825, durante la administración de Simón Bolívar en la provincia de Castrovirreyna, departamento de Huancavelica. Por decreto de 16 de febrero de 1866 del presidente Mariano Ignacio Prado, se establece que el distrito de Huangáscar de la provincia de Castrovirreyna pertenecerá a la provincia de Yauyos y el distrito de Chupamarca de la provincia de Yauyos pertenecerá a la provincia de Castrovirreyna (permuta). Se ratifica por ley de 25 de octubre de 1898 siendo presidente Nicolás de Piérola, y se ejecuta por ley de 13 de octubre de 1900 del presidente Eduardo L. de Romaña.

## Geografía
Tiene una superficie de 50,46 km². Su capital es la localidad de Huangáscar. En ella se habla la variedad de quechua Huangáscar-Topará. Huangáscar se encuentra situada en la parte sur de la provincia de Yauyos y sureste del departamento de Lima. Limita por el norte con el pueblo de Apurí, anexo del distrito de Viñac; por el sur, con el distrito de Azángaro; por el oeste, con el distrito de Chocos; y, por el este, con el distrito de Madeán y parte del distrito de Víñac.
El distrito se encuentra en la Latitud Sur 75º49'53 y Longitud Occidental 12º53'56. Está a 2537 metros sobre el nivel del mar, resaltando las plateadas calaminas entre el verdor de eucaliptos, alfalfares, maizales y árboles frutales, escoltados por elevados cerros de "Pucahuasi", "Huamani" y "Huancaraq".

## Autoridades

### Municipales
- 2019 - 2022
  - Alcalde: Percy Clever Meneses Huamán, Partido Democrático Somos Perú (SP).
- 2015 - 2018[3]
  - Alcalde: Filimón Papías Gutiérrez Cuzcano, Movimiento Patria Joven (PJ).
  - Regidores: Margarita Marcelina Girón de Luyo (PJ), Rober Yon Aguado Flores (PJ), Mijail Edison Sánchez Toribio (PJ), Zindy Lisseth Cortez Aguado (PJ), Glory Luz Romero Lázaro (Alianza Para el Progreso).
- 2011 - 2014[4]
  - Alcalde: Filimón Papías Gutiérrez Cuzcano, Movimiento Patria Joven (PJ).
  - Regidores: Margarita Marcelina Girón de Luyo (PJ), Francisco Víctor Lázaro Girón (PJ), Rosa Natalí Junes Rodríguez (PJ), Guillermo Edmundo Huamán Reynoso (PJ), Félix Dionicio Cortez Cuzcano (Concertación para el Desarrollo Regional).
- 2007 - 2010
  - Alcalde: Sabino Falconieri Lázaro Quispe, Partido Democrático Somos Perú.
- 2003 - 2006[5]
  - Alcalde: Sergio Fausto Romero Huari, Partido Perú Posible.
- 1999 - 2002
  - Alcalde: Constantino Aurelio Saldaña Gálvez, Movimiento independiente Vamos Vecino.
- 1996 - 1998
  - Alcalde: Marino Víctor Girón, Lista independiente N° 15 Fujimori 95.
- 1993 - 1995
  - Alcalde: Marcial Quispe Saldaña, Lista independiente Reconstrucción Yauyina.
- 1990 - 1992
  - Alcalde:  .
- 1987 - 1989
  - Alcalde: Antonio Girón Gutiérrez, Partido Aprista Peruano.
- 1984 - 1986
  - Alcalde: Aníbal Parra Toribio, Partido Acción Popular.
- 1982 - 1983
  - Alcalde: Oswaldo Romero Rodríguez,  Partido Aprista Peruano.

### Policiales
- Comisaría de Huangáscar
  - Comisario: CAP PNP AQUISE APAZA Conrado Leonidas.[6]

### Religiosas
- Prelatura de Yauyos[7]
  - Obispo Prelado: Mons. Ricardo García García.[8]
- Parroquia Santo Toribio de Mogrovejo - Viñac[9]
  - Administradora Parroquial: Rvda. Madre María Mivarda MJVV.

## Educación

### Instituciones educativas
- I.E

## Festividades
- La fiesta patronal se celebra cada 24 de junio en honor a San Juan Bautista, patrón del distrito. Esta festividad se inicia con la solemne misa patronal, la procesión que recorre las principales calles de la ciudad, continuando con actividades culturales, deportivas y sociales. Se realiza cada año durante una semana. Participa toda la comunidad organizada (colegios, policía, iglesia, clubes, etc).

- El 15 de agosto de cada año se celebra la fiesta en homenaje a las Santísimas Vírgenes de la Asunción y del Carmen.